# دختران / دختران / پسران
«دختران / دختران / پسران» تک‌آهنگی از گروه موسیقی پاپ پانک پنیک ات د دیسکو است که در سال ۲۰۱۳ میلادی منتشر شد. این ترانه در چارت ترانه‌های راک آمریکا به رتبه ۳۱ رسید.